# Kenneth Waltz
Kenneth Neal Waltz (Ann Arbor, 8 maggio 1924 – Washington, 13 maggio 2013) è stato un politologo statunitense, noto soprattutto come studioso di relazioni internazionali e come principale teorico della corrente realista chiamata neorealismo, o realismo strutturale, introdotta nel libro Teoria della politica internazionale pubblicato nel 1979.

## Biografia
Nel 1957 ottiene un dottorato presso la Columbia University. Nel 1959 scrive il saggio L'uomo, lo Stato, la guerra, in cui classifica le dottrine di relazioni internazionali in base alla risposta che esse hanno dato riguardo alle cause della guerra, individuando tre "immagini": 
- in base alla prima di queste tre immagini, la guerra è causata dalla violenza della natura umana (come afferma Thomas Hobbes);
- In base alla seconda, la causa della guerra è da rinvenire nell'organizzazione interna degli Stati;
- In base alla terza immagine, le cause dello scoppio dei conflitti armati vanno ricercate nella natura anarchica del sistema internazionale, ovvero nell'assenza di un'autorità superiore a quella degli Stati.

Se le prime due immagini sono le cause efficienti della guerra (quelle che la fanno scoppiare), quest'ultima è la causa permissiva (quella che la rende possibile).
Nel 1979, con la pubblicazione di Teoria della politica internazionale, Waltz raffina il suo ragionamento arrivando a elaborare un vero e proprio modello teorico, chiaramente influenzato dal contributo apportato dalla teoria economica neoclassica. L'opera segna una vera e propria evoluzione dell'apparato teorico della disciplina, fondando il filone del neorealismo (o realismo strutturale), interno al paradigma realista. Il modello concepisce il sistema internazionale non come formato da unità che agiscono individualmente, bensì come un insieme di unità che interagiscono tra loro sotto l'influenza di una vera e propria struttura 'soverchiante' del sistema politico internazionale. Secondo il modello di Waltz, il sistema internazionale è caratterizzato da un principio ordinatore fondamentale, l'anarchia, definito dall'esistenza di attori statuali funzionalmente indifferenziati, tra i quali non esistono relazioni gerarchiche di specie e che si classificano esclusivamente secondo le loro specifiche dotazioni di capacità materiali. Ciò che determina la dinamica all'interno di un sistema politico internazionale è, dunque, secondo questo modello, la maniera in cui gli attori statuali interagiscono sotto la pressione della struttura anarchica del sistema stesso. Non esistendo un'autorità superiore alla loro (principio ordinatore anarchico) e dal momento che svolgono tutti le stesse identiche funzioni, gli Stati dovranno provvedere da soli al mantenimento della propria sicurezza. La strategia migliore, quindi, per garantire la propria sicurezza è quella di portare le proprie capacità materiali al livello di quelle dell'unità più potente all'interno del sistema stesso, eguagliandole. Il meccanismo, noto nella disciplina come "bilanciamento", determina nel medio-lungo termine una condizione di equilibrio a livello sistemico: qualsiasi incremento delle capacità di uno Stato (o di un gruppo di Stati) sarà bilanciato da un incremento equivalente di capacità da parte di un altro Stato (o di un altro gruppo di stati). Secondo il modello neorealista di Waltz, quindi, nel lungo periodo il sistema tende sempre ad una condizione di equilibrio di potenza, in quanto essa rappresenta la scelta più razionale per gli Stati, attraverso la massimizzazione del proprio potere che consente loro di garantire al meglio la propria sicurezza.
Uno dei motivi della celebrità di cui ha goduto il realismo strutturale, probabilmente, è stato quello di argomentare a favore dei pregi di un sistema internazionale bipolare. Al tempo in cui Waltz elaborò la sua proposta teorica, infatti, Stati Uniti e Unione Sovietica rappresentavano le due super-potenze nel contesto della guerra fredda. Secondo la personale interpretazione di Waltz, un sistema bipolare costituiva la tipologia di ambiente internazionale più desiderabile, in virtù del suo carattere di estrema stabilità in confronto a qualsiasi altra tipologia di sistema internazionale, che questo fosse multipolare o unipolare. A questo proposito, argomenta abbondamente nell'ultimo capitolo di Teoria della politica internazionale. 
Kenneth Waltz, con il suo realismo strutturale, ha apportato un notevole contributo all'evoluzione della disciplina delle relazioni internazionali. Oltre ad avere emancipato il paradigma realista da una dimensione epistemologica legata principalmente alla dimensione dell'essenza umana e delle determinanti della sua azione, ha contribuito in maniera decisiva a traghettare la disciplina verso un approccio più scientifico, attraverso l'astrazione teorica di cui il suo modello è una dimostrazione esemplare. Un ulteriore merito di Kenneth Waltz è quello di avere portato in prima linea il concetto di anarchia che, da quel momento, ha ricevuto sempre più attenzione nello studio della disciplina. Ha contribuito anche a dare un notevole slancio allo studio del ruolo degli armamenti nucleari nella dinamica politica internazionale. A questo proposito, è famoso il suo articolo The Spread of Nuclear Weapons: More May Be Better del 1981.
Infine, è bene sottolineare come il suo contributo attraverso la fondazione del filone del realismo strutturale, abbia fornito le basi teoriche per la nascita del paradigma costruttivista delle relazioni internazionali.
Tra il 1987 ed il 1988 è stato presidente dell'American Political Science Association.